# Нерпичья
Нерпичья (в верховьях — Кругозорная) — река на острове Сахалин. Длина реки — 34 км. Площадь водосборного бассейна — 301 км².
Начинается на северном склоне горы Лосиная, входящей в состав Центрального хребта. Течёт в общем восточном направлении по гористой местности через пихтово-берёзовый лес. Впадает в Охотское море. Протекает по территории Поронайского района Сахалинской области.
Ширина реки около устья — 50 метров, глубина — 1,5 метра, скорость течения воды составляет 1,3 м/с.
Основные притоки — Троповая (пр), Берёзовка (пр), Буй (лв), Ртищево (пр), Приторная (пр), Молодёжная (лв), Ртищево (пр), Клязьма (лв)

## Данные водного реестра
По данным государственного водного реестра России относится к Амурскому бассейновому округу.
Код объекта в государственном водном реестре — 20050000212118300002986.